# 英国首席医疗官
英国首席医疗官（Chief Medical Officers）是英國就衛生健康提供建議的最高级政府顾问。英国共有四位首席医疗官向政府提供建议：
- 英國政府
- 苏格兰政府[1]
- 威爾斯政府
- 北愛爾蘭行政院

每位首席医疗官都有一名或多名副首席医疗官协助。
首席医疗官必須是一位有行醫資質的医生，他們大部分人都有公共卫生医学專業背景，其工作重点是關注整個社区健康  英国首席医疗官歷史可以追溯到19世纪。 